# Бенковський (Добрицька область)
Бенко́вський (болг. Бенковски) — село в Добрицькій області Болгарії. Входить до складу общини Добричка.

## Населення
За даними перепису населення 2011 року у селі проживали 825 осіб.
Національний склад населення села:
| Національність   | Кількість осіб | Відсоток |
| ---------------- | -------------- | -------- |
| турки            | 778            | 94,9%    |
| болгари          | 29             | 3,5%     |
| цигани           | 3              | 0,4%     |
| інша             | 0              | 0%       |
| не визначились   | 10             | 1,2%     |
| Всього відповіли | 820            |          |

Розподіл населення за віком у 2011 році:
Динаміка населення: